# Hamamelis
Hamamelis là một chi thực vật có hoa trong họ Hamamelidaceae.

## Các loài
- Hamamelis japonica
- Hamamelis mollis
- Hamamelis ovalis
- Hamamelis vernalis
- Hamamelis virginiana